# Iznogoud
Pour les articles homonymes, voir Iznogoud.
Iznogoud est une série de bande dessinée française, créée par René Goscinny (scénario) et Jean Tabary (dessin), et publiée pour la première fois en 1962 dans le magazine Record sous le titre Les Aventures du calife Haroun El Poussah. La série met en scène les aventures du terrible vizir Iznogoud à la cour du calife à Bagdad, cherchant à chaque épisode d'évincer le calife pour accéder au pouvoir suprême. Le nom Iznogoud est la francisation de l'expression anglophone « He's no good » (littéralement : « il n'est pas bon », mais dont la signification précise est : « il ne vaut rien »).
Pour ce personnage, René Goscinny invente une formule entrée dans le langage populaire  : « Je veux être calife à la place du calife ». Iznogoud est le premier personnage principal d'une BD à avoir un rôle de méchant. Après la disparition du magazine Record, les aventures de l'ignoble vizir sont publiées dans Pilote de 1968 à 1977, puis, pour certaines histoires, dans Pif Gadget entre 1986 et 1992. Les douze premiers albums sont publiés chez l'éditeur Dargaud. Les suivants paraissent chez d'autres éditeurs puis aux éditions Tabary pour être repris en 2011 par les éditions IMAV.
Comme bon nombre de séries de bande dessinée, Iznogoud a été adapté sous d'autres formats, notamment en une série d'animation, en un film, et en quelques jeux vidéo.

## Résumé
Au temps des Mille et une nuits, Haroun el-Poussah est le calife bien-aimé de Bagdad, et Iznogoud son fort peu dévoué vizir. Iznogoud est assisté de Dilat Laraht, son homme à tout faire. Iznogoud a une idée fixe : « devenir calife à la place du calife ! » Si le calife est débonnaire, Iznogoud est un concentré de cruauté et d'égoïsme. Chacune de ses tentatives pour destituer le calife se solde irrémédiablement par une catastrophe l'expédiant dans une situation inextricable, ce qui n'empêche pas de le retrouver dans ses fonctions comme si de rien n'était à l'épisode suivant. Le calife, quant à lui, ne se rend jamais compte de rien. Le contraste entre ces deux personnages ainsi que la malchance du vizir dans l'exécution de ses complots machiavéliques et retors sont les principaux ressorts comiques de la série. En outre, on retrouve dans Iznogoud la « patte » de Goscinny, mélange de références culturelles et historiques décalées (notamment les maires du palais et les rois fainéants), de jeux de mots sur les noms des personnages, et de multiples calembours.
L'expression « devenir calife à la place du calife » inventée par René Goscinny est aujourd'hui passée dans le langage courant.

## Personnages principaux

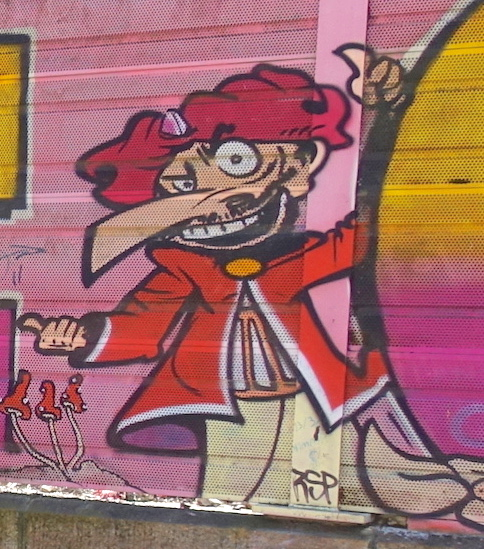
Graffiti représentant le personnage principal.

- Le Grand Vizir Iznogoud : le protagoniste et héros/anti-héros de la série est le grand vizir de Bagdad. Iznogoud possède presque tous les défauts existants : cruel, avare, égoïste, colérique et hargneux. Obsédé par l'idée de devenir « calife à la place du calife », il tente d'y parvenir par tous les moyens, mais sans jamais réussir. Il n'hésite pas à brandir la menace du pal envers ceux qui pensent lui désobéir ou qui échouent. Homme de petite taille, au long nez crochu et à barbiche noire, il est la terreur de presque tout Bagdad, qui le déteste. Le nom Iznogoud est la francisation de l'expression anglophone « He's no good » (littéralement : « il n'est pas bon », mais dont la signification précise est : « il ne vaut rien »)[3].

- Le Calife Haroun El Poussah : tout passif qu'il soit, c'est le héros de la série à l'origine. Gros homme au visage poupin, oisif et débonnaire, « bon » et « quiet » comme il est présenté dans la série, le calife de Bagdad est apprécié de son peuple. Alors que tout Bagdad connaît les viles ambitions d'Iznogoud, le naïf calife est seul à croire en la fidélité de son grand vizir qu'il appelle « mon bon Iznogoud » et en qui il met toute sa confiance. Dans chaque épisode, c'est grâce à la stupidité ou à la malchance d'Iznogoud qu'il échappe aux attentats ourdis par son grand vizir et qu'il conserve son trône sans même se rendre compte du danger auquel il a échappé.

- Dilat Laraht : le fidèle homme de main d'Iznogoud. Dilat (son nom est un jeu de mots sur « dilate la rate ») est un homme bedonnant d'aspect jovial qui ne montre pas de qualités apparentes, sinon une certaine lucidité quant à l'inutilité des tentatives de son maître, auquel il obéit malgré tout et qu'il appelle « Patron » en faisant de nombreux commentaires. Alors qu'Iznogoud le martyrise verbalement en lui hurlant ordres et invectives, Dilat essaie fréquemment de le dissuader de mettre ses plans à exécution, sans succès. On ignore s'il aime ou hait son maître, les albums se contredisant à ce sujet, mais il est certain qu'il lui est fidèle. Outre son rôle de faire-valoir d'Iznogoud, il tient dans la série le rôle du chœur antique, s'adressant au lecteur, ou parlant à sa place. C'est à lui qu'Iznogoud expose ses plans, ce qui permet, par ricochet, au lecteur d'en être informé. Souvent lui-même victime des plans d'Iznogoud pour renverser le calife, il lui revient également de sortir Iznogoud des tristes situations dans lesquelles ce dernier se retrouve en général à la fin de chaque histoire (voir Les retours d'Iznogoud). C'est que dans la plupart des histoires dont le scénario est de René Goscinny, le grand vizir connaît une fin sans appel : disparu du monde réel, en prison ou vendu comme esclave.

### Autres personnages
- Le Sultan Pullmankar : C'est le souverain d'un sultanat situé non loin du califat de Bagdad, et donc le voisin du calife. Cruel, sanguinaire et extrêmement susceptible, il est réputé pour gagner toutes les guerres qu'il entreprend. En dépit de cette attitude, ses relations avec le calife, qui est pourtant son exact opposé, sont on ne peut plus cordiales, et tous deux se rendent régulièrement visite. Iznogoud tente souvent de profiter de la susceptibilité de Pullmankar pour l'amener à déclarer la guerre au calife et ainsi provoquer la chute de ce dernier, mais ces tentatives échouent sans cesse et se retournent contre le grand vizir. Pullmankar possède un harem et en conséquence de nombreux enfants vis-à-vis desquels il se montre, contre toute attente, un excellent père de famille. Son nom évoque une voiture confortable de chemin de fer  : un Pullman-car. L'un de ses fils se nomme le prince Vagonli (wagon-lit) et l'une de ses filles se nomme la princesse Plassahssiz (place assise). Dans le film Iznogoud de Patrick Braoudé (2005), il est interprété par Bernard Farcy.

- Le Grand chambellan : Serviteur dévoué du calife, il devient de plus en plus important au fil des albums après la disparition de René Goscinny. Il n'aime pas Iznogoud et est l'une des rares personnes à se préoccuper de ses ambitions de devenir calife à la place du calife. Il fomente donc des complots contre lui afin de s'en débarrasser mais Iznogoud s'en tire miraculeusement à chaque fois et c'est lui qui se retrouve parfois dans des situations inextricables. Ses complots pour se débarrasser d'Iznogoud sont un peu des échos de ceux des albums coécrits avec Goscinny, sauf qu'il ne cherche pas à prendre la place d'Iznogoud mais peut-être songe-t-il aux avantages qu'il perdrait si Haroun-El-Poussah disparaissait. Dans le film Iznogoud de Patrick Braoudé (2005), le Grand chambellan est interprété par Franck Dubosc.

- Homme préhistorique : Apparaît dans certains albums. C'est une brute épaisse qui ne parle pas et n'a d'autre fonction que de faire « Glouck ! Glouck ! Glouck ! » et de frapper tout ce qui bouge avec sa massue. Son intervention (qui n'est pas toujours due à des voyages dans le temps) se fait toujours au détriment d'Iznogoud. Quantité de personnages n'apparaissent qu'une fois, voyageurs, marchands, mages, sorcières, etc. chez qui Iznogoud trouve une solution pour faire disparaître le calife, qui sera le prétexte à l'épisode. Leur nom est toujours un calembour, et la solution complètement loufoque, à l'exemple d'un certain Gazbutahn qui propose une bonbonne de gaz à faire boire jusqu'à la dernière goutte à la victime, dans Les Vacances du calife.

## Histoire

### Création et succès
René Goscinny raconte comme suit la genèse du personnage d'Iznogoud : « La série Iznogoud est née d'une façon spéciale : elle est curieusement issue du Petit Nicolas que je faisais avec Sempé. J'avais écrit une histoire "La sieste" (tirée du recueil "Les vacances du Petit Nicolas" paru en 1962) où Nicolas était en vacances dans une colonie, avec un moniteur qui racontait des histoires aux enfants. Et il leur avait raconté l'histoire d'un méchant grand vizir qui voulait toujours devenir calife à la place du calife. C'était tout. Et, lorsqu'on nous a demandé une série à Tabary et moi pour la revue Record, j'ai pensé faire une parodie des Mille et une nuits, en prenant toujours le thème du vizir qui veut devenir calife et qui n'y arrive pas. Et puis j'ai décidé que là je m'abandonnerais à mon péché mignon de trouver les calembours les plus atroces. »
La première apparition d'Iznogoud a lieu le 15 janvier 1962, sous le titre Les Aventures de calife Haroun El Poussah, dans le premier numéro du magazine Record, un hebdomadaire créé par Dargaud et la Bonne presse, s'adressant à un jeune public de 11-16 ans. Iznogoud est par la suite publié simultanément dans Record et Pilote. Le premier album est édité par Dargaud en 1966 ; la série sera ensuite éditée aux éditions BD'Star lors du décès de René Goscinny. BD'STAR avait été fondée par Jean Tabary et Francis Slomka, journaliste à Antenne 2. BD'Star devient les Éditions de la Séguinière en 1979 puis les Éditions Tabary en 1981. Francis Slomka, à qui l'on doit le scénario hommage à René Goscinny en dernière page de Je veux être calife à la place du calife, ainsi que les synopsis de L'Enfance d'Iznogoud et Iznogoud et les Femmes, cédera ses parts de la maison d'édition à Murielle Tabary. Il abandonne l'édition en 1981 pour se consacrer à ses études de médecine. Il est aujourd'hui le patron de la célèbre « Clinique du genou » à Paris.
Dans Le Journal du dimanche du 8 décembre 1974, alors que le premier ministre Jacques Chirac rend visite à Saddam Hussein pour vendre le procédé SÉCAM, René Goscinny imagine de remplacer l'homme d'État irakien par le personnage d'Iznogoud.

### Postérité
Après la mort de René Goscinny en 1977, Tabary continue seul à faire vivre le personnage après le 14e album. Un prix, nommé Prix Iznogoud, est créé en 1992 en hommage au personnage, récompensant « une personnalité qui a tenté de devenir calife à la place du calife, s’est vantée et a lamentablement échoué dans son entreprise ». Ce Prix n'est plus décerné depuis 2007.
Depuis le 14 janvier 2005, Plantu caricature Nicolas Sarkozy en Iznogoud (même tunique et burnous) dans le Monde. Candidat déclaré à la succession de Jacques Chirac à l'élection présidentielle française de 2007 (« calife à la place du calife »), le ministre de l'intérieur Sarkozy s'oppose en 2005 au président de la République, refusant l'entrée de la Turquie dans l'Union européenne, lui valant cette caricature sous le titre « Turquie, immigration, Sarkozy défie Chirac ».
En 2022, la série fête son 60e anniversaire avec la sortie de l'album Des bougies pour Iznogoud, d'Olivier Andrieu (scénario) et Elric (dessin).

## Albums

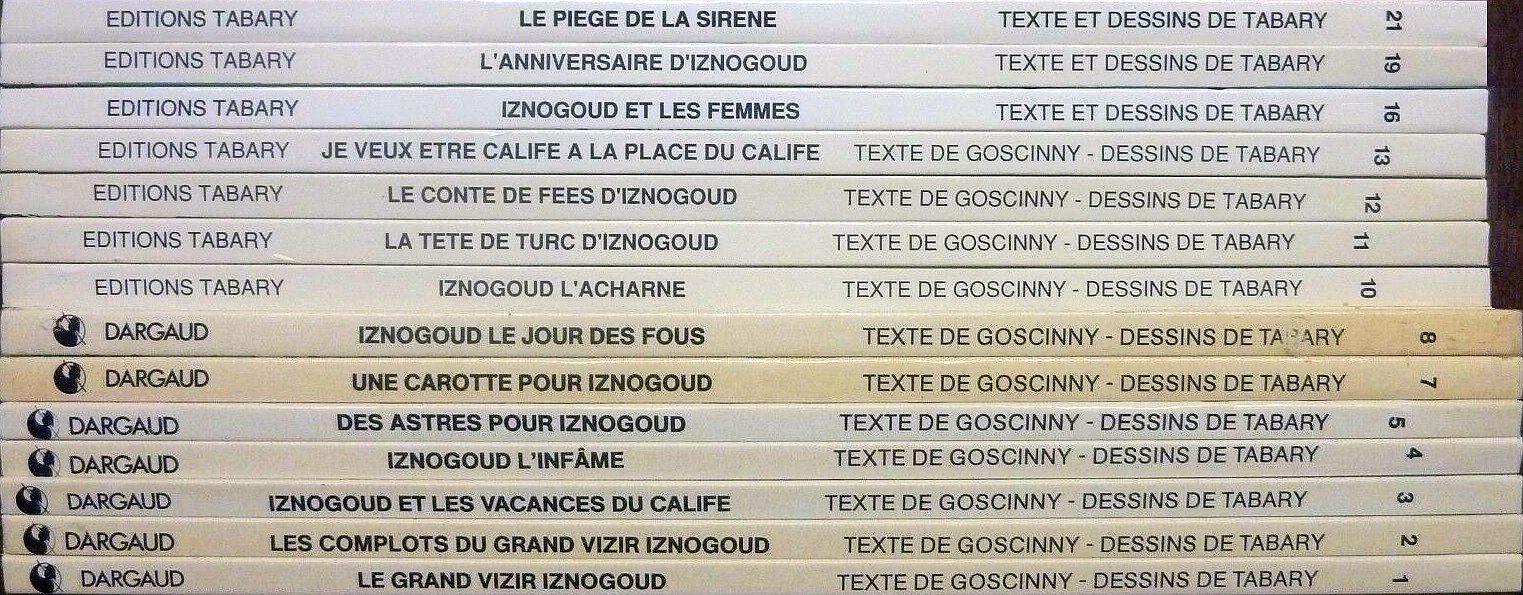
Albums Iznogoud 1-21.

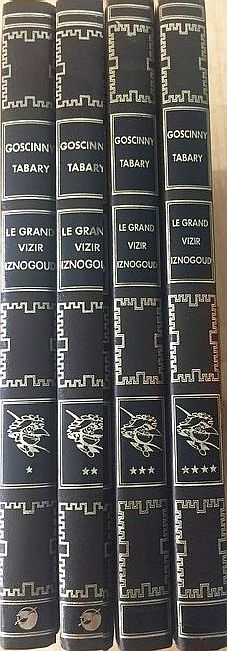
Iznogoud aux éditions Rombaldi.

1. Le Grand Vizir Iznogoud (scénario de René Goscinny), Dargaud, 1966
2. Les Complots du grand vizir Iznogoud (scénario de René Goscinny), Dargaud, 1967
3. Les Vacances du calife (scénario de René Goscinny), Dargaud, 1968
4. Iznogoud l'infâme (scénario de René Goscinny), Dargaud, 1969
5. Des astres pour Iznogoud (scénario de René Goscinny), Dargaud, 1969
6. Iznogoud et l'Ordinateur magique (scénario de René Goscinny), Dargaud, 1970
7. Une carotte pour Iznogoud (scénario de René Goscinny), Dargaud, 1971
8. Le Jour des fous (scénario de René Goscinny), Dargaud, 1972
9. Le Tapis magique (scénario de René Goscinny), Dargaud, 1973
10. Iznogoud l'acharné (scénario de René Goscinny), Dargaud, 1974
11. La Tête de turc d'Iznogoud (scénario de René Goscinny), Dargaud, 1975
12. Le Conte de fées d'Iznogoud (scénario de René Goscinny), Dargaud, 1976
13. Je veux être calife à la place du calife (scénario de René Goscinny), BD'Star, 1978
14. Les Cauchemars d'Iznogoud (Tome 1) (scénario de René Goscinny), Éditions de la Séguinière, 1979
15. L'Enfance d'Iznogoud (scénario de Jean Tabary), Glénat, 1981
16. Iznogoud et les Femmes (scénario de Jean Tabary), Éditions de Seguinière, 1983
17. Les Cauchemars d'Iznogoud (Tome 4) (scénario de Buhler), Éditions de Seguinière, 1984
18. Le Complice d'Iznogoud (scénario de Jean Tabary), Éditions de Seguinière, 1985
19. L'Anniversaire d'Iznogoud (scénario de Jean Tabary), Éditions de Seguinière, 1987.
20. Iznogoud enfin calife ! (scénario de Jean Tabary), Éditions Tabary, 1989
21. Le Piège de la sirène (scénario de Jean Tabary), Éditions Tabary, 1992
22. Les Cauchemars d'Iznogoud (Tome 2) (scénario de René Goscinny), Éditions Tabary, 1994
23. Les Cauchemars d'Iznogoud (Tome 3) (scénario de René Goscinny et Buhler), Éditions Tabary, 1994
24. Les Retours d'Iznogoud (scénario de Jean Tabary et René Goscinny), Éditions Tabary, 1994
25. Qui a tué le calife ? (scénario de Jean Tabary), Éditions Tabary, 1998[10]
26. Un Monstre sympathique (scénario de Jean Tabary), Éditions Tabary, 2000
27. La Faute de l'ancêtre (scénario de Jean Tabary), Éditions Tabary, 2004
28. Les Mille et Une Nuits du Calife (scénario de Muriel Tabary-Dumas et Stéphane Tabary - Dessin Nicolas Tabary), Éditions Tabary, 2008
29. Iznogoud président (scénario de Nicolas Canteloup et Laurent Vassilian, dessin de Nicolas Tabary), IMAV éditions, 2012
30. De père en fils ! (scénario de Laurent Vassilian, dessin de Nicolas Tabary), IMAV éditions, 2015
31. Moi, calife... (scénario de Jul, Laurent Vassilian et Olivier Andrieu, dessin de Nicolas Tabary et Elric), IMAV éditions, 2021
32. Des bougies pour Iznogoud (scénario d'Olivier Andrieu, dessin d'Elric), IMAV éditions, 2022
33. Iznogoud et la soeur du calife (dessin d'Elric), IMAV éditions 2025

### Hors-séries
1. Iznogoud commente l'actualité - Tome 1 (1976)
2. Iznogoud commente l'actualité - Tome 2 (1977)

À partir du 21 octobre 1974, Iznogoud est l'invité régulier du Journal du dimanche dans lequel il paraît sous la forme d'une planche intitulée L'Ignoble Iznogoud commente l'actualité. Iznogoud illustre les événements politiques et sociaux en faisant preuve de sa conception très personnelle du gouvernement. La série connaît un coup d'arrêt avec la mort de Goscinny en 1977 mais le journaliste Alain Buhler prend le relais jusqu'à sa fin le 17 juin 1979. La série reprend en juillet 2021 dans la lettre d'information du site La Vie Française, scénarisée par Olivier Andrieu et dessinée par Elric.
Les interventions d'Iznogoud par Goscinny sont regroupées dans un premier temps dans ces deux albums, parus en 1976 et 1977, puis sous le titre Les Cauchemars d'Iznogoud, avant d'être réédités en 1994 avec les autres dans une version couleur, en 4 tomes, et intégrés dans la série « normale » d'Iznogoud.

### Reprise d'éditeur
En 2011, les éditions IMAV (fondées par Anne Goscinny) reprennent l'exploitation des derniers albums et annoncent la parution des Nouvelles aventures d'Iznogoud, dont le premier titre est Iznogoud président (21 février 2012). Le scénario est de Nicolas Canteloup et Laurent Vassilian, le dessin de Nicolas Tabary. Cet album paraît à l'occasion du 50e anniversaire de la création d'Iznogoud. Dans le tome 31, paru en 2021 composé de cinq histoires, les deux dernières sont dessinées par Elric, qui reprend alors la série, et trois scénaristes (Olivier Andrieu pour 3 histoires, Jul et Laurent Vassilian pour une histoire chacun) se partagent les scénarios. Dans le tome 32 (Des bougies pour Iznogoud), paru en 2022, Olivier Andrieu scénarise et Elric dessine les 5 histoires qui composent l'album.

## Adaptations

### Série d'animation
Une série télévisée d'animation est diffusée pour la première fois en France en 1995, et est réalisée par la société Saban.

### Film
La bande dessinée a été adaptée en un film en 2005 avec Michaël Youn dans le rôle-titre qui a rassemblé plus de 2,5 millions de spectateurs lors de sa sortie en salle.

### Jeux vidéo
Iznogoud a été adapté plusieurs fois en jeu vidéo. Le premier jeu, homonyme, sort sur une grande majorité des micro-ordinateurs (DOS, Amstrad CPC, Atari ST, Commodore 64, Thomson TO) en 1987, et est développé par Infogrames. Le jeu consiste en une succession de tableaux où le grand vizir devait user soit de ses relations soit de ses colères pour interagir avec les autres personnages dans le but de devenir calife à la place du calife.
Un autre jeu vidéo, intitulé Saban's Iznogoud, est édité par Microids, et sort en 1996 sur Microsoft Windows et en 1998 sur PlayStation. Il est très mal accueilli par la presse spécialisée, Ed Lomas du magazine Computer and Video Games le qualifiant de « pire que mauvais [...] c'est nul, mal animé, laid, ennuyeux, sonne mal, a un level design horrible, des ennemis répétitifs, aucun trait d'humour, des armes qui ont le même impact, des contrôles stupides, un prix élevé, et j'en passe. » L'Official UK PlayStation Magazine, lui, le considère comme suit : « probablement l'un des pires jeux auquel on a jamais joué. »
En 2004, un jeu de plates-formes est sorti sur téléphones mobiles (J2ME).